# 福陵

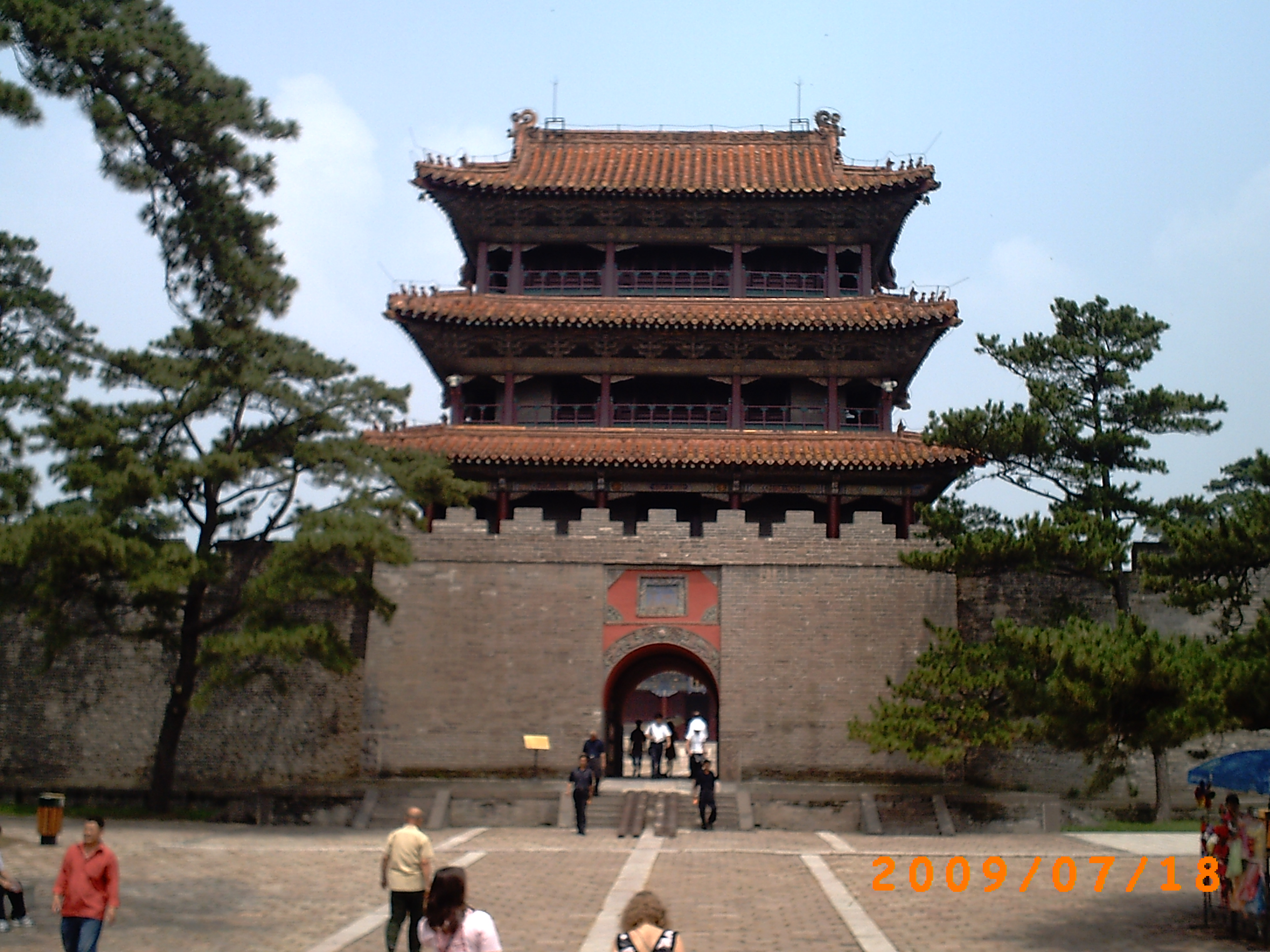

福陵（ふくりょう、満州語：ᡥᡡᡨᡠᠷᡞᠩᡤᠠ
ᠮᡠᠩᡤᠠᠨ、転写：hūturingga munggan）は、中国遼寧省瀋陽市渾南区天柱山にある、清の前身・後金の初代皇帝であるヌルハチ、およびホンタイジの生母であるイェヘナラ氏（孝慈高皇后）の陵墓。
1629年に建てられた。瀋陽市の東部に位置するので通称東陵とも。保存状態が悪かったが、修復され現在は「東陵公園」として一般公開されている。昭陵・永陵とともに清の関外三陵のひとつ。山に囲まれていて、参道には108段の石段がある。1988年に中華人民共和国の全国重点文物保護単位に指定され、2004年にユネスコの世界遺産に登録された。